# Kakeru Funaki
Kakeru Funaki (jap. 舩木 翔, Funaki Kakeru; * 13. April 1998 in der Präfektur Nara) ist ein japanischer Fußballspieler.

## Karriere

### Verein
Funaki erlernte das Fußballspielen in der Jugendmannschaft von Cerezo Osaka. Seinen ersten Vertrag unterschrieb er 2017 bei Cerezo Osaka. Der Verein spielte in der höchsten Liga des Landes, der J1 League. 2017 gewann er mit dem Verein den J.League Cup und Kaiserpokal. 2020 lieh ihn Júbilo Iwata aus. Der Verein aus Iwata spielte in der zweiten Liga, der J2 League. Für Iwata stand er sechsmal in der zweiten Liga auf dem Spielfeld. Der Zweitligaaufsteiger SC Sagamihara aus Sagamihara lieh ihn die Saison 2021 aus. Am Ende der Saison belegte man in der zweiten Liga den 19. Tabellenplatz und stieg in die dritte Liga ab. Für Sagamihara bestritt er 17 Zweitligaspiele. Nach der Ausleihe kehrte er Ende Januar 2022 zu Cerezo zurück.

### Nationalmannschaft
Mit der japanischen U20-Nationalmannschaft qualifizierte er sich für die U-20-Weltmeisterschaft 2017.

## Erfolge
Cerezo Osaka
- Japanischer Ligapokalsieger: 2017
- Japanischer Pokalsieger: 2017